# 23マリーナ
23マリーナ（英語: 23 Marina）は、アラブ首長国連邦ドバイにある、地上88階、高さ392.8メートル（1,289フィート）の超高層マンション。近くにプリンセスタワーが完成するまでは、世界で最も高い超高層マンションであった。57のスイミングプールを有し、それぞれの塔がプライベートエレベーターを備えている。
建設が開始される前に79パーセントの部屋が契約された。基礎工事は2007年4月30日に完了し、2012年に竣工した。

## 建設中の風景
- 2007年9月21日
- 2008年6月13日

## 脚註
1. ↑  "23マリーナ". CTBUH Skyscraper Center.
2. ↑  23マリーナ - Emporis （英語）
3. ↑  "23マリーナ". SkyscraperPage (英語).
4. ↑  23マリーナ - Structurae
5. ↑  “100 Tallest Residential Towers”. Council on Tall Buildings and Urban Habitat. 2012年5月1日閲覧。
6. ↑  Sharma, Manu (2006年10月4日). “Hircon sells 79pc of 23Marina before commencement of work”. Khaleej Times Online 2008年9月26日閲覧。
7. ↑  “Raft completed for 23 Marina tower”. Khaleej Times Online. (2007年5月1日) 2008年9月26日閲覧。